# Chełmek (towarowa stacja kolejowa)
Chełmek – nieczynna stacja kolejowa w Chełmku, w województwie małopolskim, w Polsce.